# Agrotis livonica
Agrotis livonica là một loài bướm đêm trong họ Noctuidae.